# Polypodium glycyrrhiza
Espèce
Le Polypode réglisse (Polypodium glycyrrhiza) est une espèce de fougères à feuillage permanent originaire du nord-ouest de l'Amérique du Nord.

## Habitat
La fougère est principalement présente de la Californie à l'Alaska dans les régions proches de l'océan Pacifique. On la trouve dans des zones humides à des altitudes inférieures à 600 mètres. Elle est par exemple présente au sein du parc national Olympique. Plante épiphyte, elle pousse sur des branches et des troncs d'arbres, comme sur l'Érable à grandes feuilles. La fougère pousse toutefois aussi dans des lieux humides au niveau du sol.

## Description
La fougère possède un rhizome qui a un goût de réglisse. Certains amérindiens des tribus Shishalh, Comox, Nuxalk, Haida et Kwakwaka'wakw utilisaient d'ailleurs ce dernier en tant que gomme à mâcher. Le rhizome était aussi utilisé pour traiter le rhume et la pharyngite.
La fougère se reproduit en disséminant les spores disposées sous ses feuilles. Ces dernières peuvent alors donner vie à de nouvelles plantes si elles se déposent dans des milieux assez humides et doux.

## Culture
Cette espèce est cultivée. Elle peut s'hybrider avec Polypodium californicum et donne alors naissance à Polypodium calirhiza qui est elle aussi cultivée.

## Composé actif
Une saponine au goût sucré, la polypodoside A, a été découverte dans le rhizome. Elle possède un pouvoir sucrant de 600 (comparé à une solution de saccharose à 6 %).